# Emma Tillinger Koskoff
Emma Tillinger Koskoff é uma produtora cinematográfica americana. Como reconhecimento, foi nomeada ao Oscar 2014 na categoria de Melhor Filme por The Wolf of Wall Street. Foi novamente indicada na categoria de Melhor Filme no Oscar 2020 por dois filmes, Joker e O Irlandês.